# Funzione di produzione CES
Le funzioni di produzione CES (dall'inglese Constant Elasticity of Substitution) sono una particolare classe di funzioni di produzione, caratterizzate da elasticità di sostituzione tra due suoi argomenti costante.
Questa classe di funzioni venne originariamente proposta da Kenneth Arrow, Robert Solow e altri come generalizzazione delle proprietà delle funzioni di produzione à la Cobb-Douglas.
Esiste inoltre una classe di funzioni di utilità CES, avente la medesima forma algebrica delle funzioni di produzione qui esaminate.

## Formulazione e proprietà

### Forma originaria
La funzione di produzione Cobb-Douglas è caratterizzata da elasticità di sostituzione costante e unitaria. 
In uno studio empirico dei primi anni '60, Kenneth Arrow, Robert Solow, Hollis Chenery e Bagicha Singh Minhas osservarono, tuttavia, diverse elasticità di sostituzione in diversi tipi di produzione. Si proposero quindi di trovare una forma più generale della funzione di produzione, che fosse omogenea e presentasse elasticità di sostituzione costante, ma potesse divergere da quella unitaria della Cobb-Douglas.
In particolare, esaminando 24 industrie in 19 paesi, gli autori trovarono che l'equazione:
{\displaystyle \log {\frac {Y}{L}}=\beta _{0}+\beta _{1}\log w+\varepsilon }
dove Y è il valore aggiunto, L il lavoro in anni-uomo e w il saggio di salario monetario, presentava un buon adattamento ai dati. La stima puntuale del coefficiente β1 (collegato all'elasticità di sostituzione) variava tra le diverse industrie, assumendo valori da 0,721 a 1,011..
Nell'articolo gli autori ricavarono quindi la prima forma della funzione CES (con due fattori produttivi e rendimenti di scala costanti) :
{\displaystyle \ Y=b[\alpha K^{-\rho }+(1-\alpha )L^{-\rho }]^{-1/\rho }}
in cui:
- b è la produttività totale dei fattori;
- ρ è un parametro collegato all'elasticità di sostituzione (σ): ρ = (1-σ)/σ;[3]
- α determina la distribuzione del reddito tra i fattori per un dato ρ.[4]

### Forma generale
La forma generale di una funzione di produzione CES è:
{\displaystyle Q(x_{1},x_{2},..,x_{n})=b\left(\sum _{i=1}^{n}\alpha _{i}x_{i}^{-\rho }\right)^{-{\frac {1}{\rho }}},\ b>0,\ \rho >-1,\ \alpha _{i}\geq 0,\ x_{i}\geq 0,\ i=1,2,\ldots ,n}
con {\displaystyle \sum _{i=1}^{n}\alpha _{i}=1}, dove:
- xi indica il livello di impiego del fattore di produzione i-esimo;
- Q indica la quantità prodotta;
- b (il parametro efficienza) è una costante moltiplicativa che dipende dal livello di efficienza nell'utilizzo dei fattori produttivi;
- αi (il parametro distribuzione) indica l'impatto del fattore di produzione i-esimo sulla produzione totale;
- ρ (il parametro sostituzione) è collegato all'elasticità di sostituzione.[6]

### Produttività marginale
La produttività marginale di i è data da:
{\displaystyle {\frac {\partial Q}{\partial x_{i}}}=b^{-\rho }\alpha _{i}\left({\frac {Q}{x_{i}}}\right)^{1+\rho }}

### Saggio Marginale di Sostituzione Tecnica ed elasticità di sostituzione
Il saggio marginale di sostituzione tecnica (SMST) del fattore i con il fattore j, essendo uguale al rapporto tra le produttività marginali dei due fattori, è dato dunque da:
{\displaystyle SMST_{ij}={\frac {\partial Q/\partial x_{i}}{\partial Q/\partial x_{j}}}={\frac {\alpha _{i}}{\alpha _{j}}}\left({\frac {x_{j}}{x_{i}}}\right)^{1+\rho }}
da cui deriva la seguente relazione:
{\displaystyle \log {\frac {x_{j}}{x_{i}}}=-{\frac {1}{1+\rho }}\log {\frac {\alpha _{i}}{\alpha _{j}}}+{\frac {1}{1+\rho }}\log SMST_{ij}}
Derivando rispetto a {\displaystyle \ \log SMST_{ij}} si ottiene l'elasticità di sostituzione:
{\displaystyle \sigma ={\frac {d\log {\frac {x_{j}}{x_{i}}}}{d\log SMST_{ij}}}={\frac {1}{1+\rho }}}.

### Formulazione alternativa
In base all'equazione precedente si ha:
{\displaystyle \rho ={\frac {1-\sigma }{\sigma }}}
Formulazione alternativa ed equivalente della funzione CES è quindi:
{\displaystyle Q(x_{1},x_{2},..,x_{n})=b\left(\sum _{i=1}^{n}\alpha _{i}x_{i}^{\frac {\sigma -1}{\sigma }}\right)^{\frac {\sigma }{\sigma -1}}}
Da notare che dall'equazione precedente può dedursi che, laddove l'elasticità di sostituzione sia minore di uno (σ < 1), l'output (Q) sarà nullo ogni qualvolta anche solo uno degli input (x) sia nullo. In tal caso dunque tutti gli input sono essenziali.

### Funzioni CES simmetriche e non simmetriche
Data la formulazione generale precedente, uguagliando SMST e costo relativo dei fattori si ha:
{\displaystyle x_{j}=\left({\frac {p_{i}}{p_{j}}}{\frac {\alpha _{j}}{\alpha _{i}}}\right)^{\sigma }x_{i}}
Se i parametri di distribuzione sono uguali (si ha cioè αi = αj per ogni i,j), la funzione di produzione CES viene detta simmetrica. In tal caso infatti, a prezzi uguali (pi = pj), corrisponde la stessa domanda condizionale di input (xi = xj).
La formulazione della funzione CES simmetrica è:
{\displaystyle Q=b\left(\sum _{i=1}^{n}x_{i}^{\frac {\sigma -1}{\sigma }}\right)^{\frac {\sigma }{\sigma -1}}}
Per contrasto, nel caso in cui i pesi distributivi non sono gli stessi ({\displaystyle \ \alpha _{i}\neq \alpha _{j}}), la funzione viene detta non simmetrica.

### Funzione di costo duale di una funzione di produzione CES
Data una funzione di produzione CES, la funzione di costo associata, cioè la funzione valore del problema di minimizzazione dei costi con vincolo costituito dalla funzione di produzione CES, in simboli:
{\displaystyle C(p_{1},\ldots ,p_{n},q)=\min _{x_{1},\ldots ,x_{n}}\{\sum _{i=1}^{n}p_{i}\ x_{i}\ \mid \ b\left(\sum _{i=1}^{n}\alpha _{i}x_{i}^{\frac {\sigma -1}{\sigma }}\right)^{\frac {\sigma }{\sigma -1}}\geq q\}}
è data da:
{\displaystyle C(P,q)=q\ P}
dove:
{\displaystyle P(p_{1},\ldots ,p_{n})=\left(\sum _{i=1}^{n}\alpha _{i}^{\sigma }p_{i}^{1-\sigma }\right)^{\frac {1}{1-\sigma }}}
è un indice del livello generale dei prezzi dei fattori associato alla tecnologia CES.
Nel caso di funzione di produzione CES simmetrica, tale indice si riduce a:
{\displaystyle P(p_{1},\ldots ,p_{n})=\left(\sum _{i=1}^{n}p_{i}^{1-\sigma }\right)^{\frac {1}{1-\sigma }}}

### Elasticità della domanda condizionale di input
In base al lemma di Shephard, la domanda condizionale di un input è data dalla derivata parziale della funzione di costo rispetto al prezzo dell'input. In tal caso si ha dunque:
{\displaystyle \ x_{i}(p_{1},\ldots ,p_{n},q)={\frac {\partial C}{\partial p_{i}}}=q\left({\frac {\alpha _{i}}{p_{i}}}\right)^{\sigma }\left(\sum _{i=1}^{n}\alpha _{i}^{\sigma }p_{i}^{1-\sigma }\right)^{\frac {\sigma }{1-\sigma }}=q\left({\frac {\alpha _{i}P}{p_{i}}}\right)^{\sigma }}
L'elasticità della domanda condizionale di input sarà pari a:

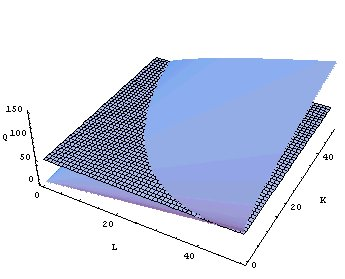
Figura 1: Funzione CES a due fattori con elasticità di sostituzione uguale a 2

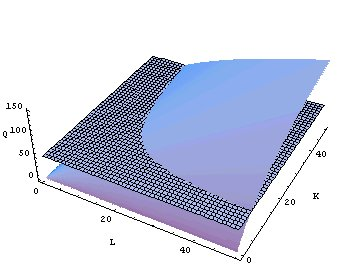
Figura 2: Funzione CES a due fattori con elasticità di sostituzione uguale a 0.67

{\displaystyle \ \epsilon =-{\frac {\partial \log x_{i}}{\partial \log p_{i}}}=\sigma \left(1-\left({\frac {\alpha _{i}}{p_{i}}}\right)^{\sigma }{\frac {p_{i}}{\sum _{i=1}^{n}\alpha _{i}^{\sigma }p_{i}^{1-\sigma }}}\right)=\sigma \left(1-\left({\frac {\alpha _{i}P}{p_{i}}}\right)^{\sigma }{\frac {p_{i}}{P}}\right)=\sigma \left(1-{\frac {p_{i}x_{i}}{qP}}\right)}
dove l'ultimo termine in parentesi non è altro che la quota dei costi affrontati per l'input i-esimo sul totale dei costi di produzione. Poiché tale quota tende a zero al crescere del numero degli input, nel caso in cui si abbiano molti input si avrà:
{\displaystyle \ \epsilon =\sigma \left(1-{\frac {p_{i}x_{i}}{C}}\right)\backsimeq \sigma }
Questo accade perché l'impatto dell'aumento di prezzo del bene i-esimo sul livello generale dei prezzi degli input, data l'elasticità di sostituzione costante, diminuisce al crescere del numero di input.
Nel caso di funzioni di produzione CES (e delle Cobb-Douglas, che possono essere considerate una sottoclasse delle prime) σ rappresenta quindi sia l'elasticità di sostituzione, sia, quando il numero di input è sufficientemente grande, l'elasticità della domanda condizionale di input.

## Esempi di funzione CES
A titolo esemplificativo si riportano i grafici di due funzioni CES a due fattori.
Le funzioni sono del tipo:
{\displaystyle Q=b\left(\alpha L^{-\rho }+(1-\alpha )K^{-\rho }\right)^{-{\frac {1}{\rho }}}}
I valori dei parametri sono:
- b = 3;
- α = 0.6.

Nella prima funzione (Figura 1) ρ è posto uguale a -0.5; nella seconda (Figura 2) è invece uguale a 0.5. Le elasticità di sostituzione sono dunque nelle due funzioni uguali, rispettivamente, a 2 e 2/3.
L'intersezione delle funzioni con il piano (Q = 50) permette di osservare la curvatura degli isoquanti associati a quel livello di produzione nei due casi.
Come può notarsi gli isoquanti nel primo caso hanno una forma più "liscia". Questo indica una maggiore sostituibilità tra i due fattori. Nel primo caso, si assume cioè che una diminuzione dei lavoratori impiegati sia facilmente rimpiazzabile con un aumento delle macchine, cioè del capitale fisico, e viceversa.

## Cobb-Douglas come caso particolare della CES
La funzione di produzione Cobb-Douglas, che ha elasticità di sostituzione costante e unitaria, può essere considerata un caso particolare della CES.
Infatti, nonostante la funzione di produzione CES sia indefinita nel caso in cui ρ = 0, è possibile dimostrare che questa tende ad una Cobb-Douglas per ρ che tende a zero.
Trasformando la funzione in logaritmi otteniamo infatti:
{\displaystyle \log {\frac {Q}{b}}=-{\frac {\log \left(\sum _{i=1}^{n}\alpha _{i}x_{i}^{-\rho }\right)}{\rho }}}
Applicando la regola di L'Hopital si ha:
{\displaystyle \lim _{\rho \rightarrow 0}\log {\frac {Q}{b}}=\lim _{\rho \rightarrow 0}-{\frac {d\log \left(\sum _{i=1}^{n}\alpha _{i}x_{i}^{-\rho }\right)/d\rho }{d\rho /d\rho }}=\sum _{i=1}^{n}\alpha _{i}\log x_{i}=\log \left(\prod _{i=1}^{n}x_{i}^{\alpha _{i}}\right)}
da cui:
{\displaystyle \lim _{\rho \rightarrow 0}Q=b\left(\prod _{i=1}^{n}x_{i}^{\alpha _{i}}\right)}